# ダックス・マッカーティ
ダックス・マッカーティ（Dax McCarty 、1987年4月30日 - ）は、アメリカ合衆国・フロリダ州ウィンターパーク出身の元プロサッカー選手。元サッカーアメリカ合衆国代表。現役時代のポジションはMF。

## 経歴

### 初期
ノースカロライナ大学1年次にはデベロップメントリーグのアヤックス・オーランド・プロスペクツでプレー。また大学サッカー部でもプレーした。

### クラブ
プロサッカー選手になるため、2年残してノースカロライナ大学を退学。2006年のMLSスーパードラフトで1巡目（全体6人目）にFCダラスに指名された。7月1日のチーヴァスUSA戦でプロデビュー。2007年9月23日のロサンゼルス・ギャラクシー戦でプロ初ゴール。
2010年11月24日、追加ドラフトでポートランド・ティンバーズに指名された。2011年のスーパードラフトで、分配金を追加した上でロドニー・ウォレスとのトレードでD.C. ユナイテッドに移籍。
2011年6月27日、ドウェイン・デ・ロサリオとのトレードでニューヨーク・レッドブルズに移籍
2017年1月16日、40万ドルの金銭トレードでシカゴ・ファイアーに移籍。
2019年11月12日、ナッシュビルSCにトレードされることが発表された。
2024年1月9日、アトランタ・ユナイテッドFCに加入した。
2024年8月19日、シーズン終了後に引退することを表明した。

### 代表
2007年、U-20代表の一員としてカナダで開催された2007 FIFA U-20ワールドカップに参加。
2008年北京オリンピックのサッカー競技・北中米カリブ海予選では全試合に出場した。
2009年11月14日、親善試合のスロバキア戦でA代表初キャップ。

## タイトル
D.C. ユナイテッド
- MLSウェスタン・カンファレンス: 2010

ニューヨーク・レッドブルズ
- サポーターズ・シールド: 2013, 2015
- エミレーツ・カップ: 2011

アメリカ合衆国代表
- CONCACAFゴールドカップ: 2017

個人
- MLS年間ベストイレブン: 2015